# Arnhem Centraal (politieke partij)
Arnhem Centraal is een lokale politieke partij in de Nederlandse gemeente Arnhem. 
De partij is eind 1997 opgericht als Zuid Centraal door Sjoerd Veenstra en Nico Wiggers en is sinds 1998 vertegenwoordigd in de gemeenteraad van de Gelderse hoofdstad. Lea Manders is direct na de oprichting actief geworden en is sinds maart 1998 raadslid voor Zuid Centraal en daarna Arnhem Centraal. 

## Ontstaan
De partij heeft volgens zijn statuten tot doel "de Arnhemse samenleving zo direct mogelijk te betrekken bij de besluitvormingsprocessen binnen de stad". Het bestuur en de bewoners van de gemeente Arnhem "worden als gelijkwaardige partners gezien". "Een breed draagvlak is het uitgangspunt voor besluitvorming", zo luidt het verder.
Zuid Centraal werd opgericht door bewoners van Arnhem-Zuid, die van mening waren dat er in hun stadsdeel (ten zuiden van de Nederrijn) niet voldoende voorzieningen waren, zoals die wel in Arnhem-Noord (Centrum) aanwezig waren.
Bij zowel de raadsverkiezingen van 2006 als de verkiezingen van 2010 haalde de partij drie zetels en in 2014 werden er twee behaald.
Op 24 juni 2016 werd de naam van de partij gewijzigd in Arnhem Centraal, met als achterliggende gedachte dat men niet langer alleen de belangen van inwoners van Zuid, maar van de hele stad wilde vertegenwoordigen. De raadsleden in de raadsperiode 2014 - 2018 waren Lea Manders (fractievoorzitter) en Guus van der Laak. 'Fractievolgers' waren Petra de Vos, Julian Kuipers en René Kraaijenbrink.
Raadslid Guus van der Laak was lijsttrekker bij de gemeenteraadsverkiezingen van 2018. Tijdens deze verkiezingen behaalde Arnhem Centraal 3 raadszetels.
In de raadsperiode 2018 - 2022 zijn Guus van der Laak, Manders en Kraaijenbrink raadsleden. 